# Syrphoctonus costalis
Syrphoctonus costalis là một loài tò vò trong họ Ichneumonidae.